# Leo Sayer
Leo Sayer, właśc. Gerard Hugh Sayer (ur. 21 maja 1948 w Shoreham-by-Sea) – angielski piosenkarz, kompozytor i instrumentalista (gitara, harmonijka ustna). Na świat przyszedł w niewielkim 17-tysięcznym miasteczku Shoreham-by-Sea w hrabstwie West Sussex jako syn Thomasa Sayera i Teresy Nolan.

## Działalność muzyczna
Największe sukcesy odnosił w latach siedemdziesiątych XX wieku. Pierwszym jego wielkim przebojem był utwór „The Show Must Go On” z roku 1973. Kolejnym znaczącym przebojem w jego karierze była piosenka „You Make Me Feel Like Dancing” z roku 1976, za którą otrzymał Nagrodę Grammy w kategorii R&B. W rok później nagrał największy swój przebój – romantyczną balladę A. Hammonda i C.B. Sager „When I Need You” (1977), który dotarł do pierwszych miejsc list przebojów, zarówno brytyjskich jak i amerykańskich. W roku 1980 przypomniał się utworem „More Than I Can Say”, który również zrobił furorę po obu stronach oceanu. W pierwszej połowie lat osiemdziesiątych napisał jeszcze kilka udanych utworów, jednakże nie cieszyły się już one taką popularnością jak te z poprzedniej dekady. Artysta komponuje i nagrywa do dzisiaj. Od roku 2005 mieszka w Sydney na wschodnim wybrzeżu Australii.

## Dyskografia

### Albumy
- 1973 – Silverbird
- 1974 – Just A Boy
- 1975 – Another Year
- 1976 – Endless Flight
- 1977 – Thunder In My Heart
- 1978 – Leo Sayer
- 1979 – The Very Best Of Leo Sayer
- 1979 – Here
- 1980 – Living In A Fantasy
- 1982 – World Radio
- 1983 – Have You Ever Been In Love
- 1990 – Cool Touch
- 1993 – All The Best
- 1999 – The Definitive Hits Collection
- 1999 – Live In London
- 1996 - 20 Great Love Songs
- 2004 – Endless Journey – The Essential Leo Sayer
- 2004 – Voice In My Head
- 2006 – Leo Sayer: At His Very Best
- 2008 – Don't Wait Until Tomorrow (wydany tylko w Australii)

### Single
- 1973 – „The Show Must Go On”
- 1974 – „One Man Band”
- 1974 – „Long Tall Glasses (I Can Dance)”
- 1975 – „Moonlighting”
- 1976 – „You Make Me Feel Like Dancing”
- 1977 – „When I Need You”
- 1977 – „How Much Love”
- 1977 – „Thunder in My Heart”
- 1977 – „Easy to Love”
- 1978 – „I Can't Stop Lovin' You (Though I Try)”
- 1978 – „Raining in My Heart”
- 1979 – „When the Money Runs Out”
- 1980 – „More Than I Can Say”
- 1980 – „Once in a While”
- 1981 – „Living in a Fantasy”
- 1982 – „Have You Ever Been in Love”
- 1982 – „Heart (Stop Beating in Time)”
- 1983 – „Orchard Road”
- 1983 – „Till You Come Back to Me”
- 1984 – „Sea of Heartbreak”
- 1986 – „Unchained Melody”
- 1986 – „In Real Life”
- 1990 – „Cool Touch” (Niemcy)
- 1992 – "I Will Fight for You” (Niemcy)
- 1993 – „When I Need You” (wznowienie)
- 1998 – „You Make Me Feel Like Dancing” – Groove Generation featuring Leo Sayer 1998
- 2006 – „Thunder in My Heart” – Meck featuring Leo Sayer